# Alistra
Alistra és un gènere d'aranyes araneomorfes de la família dels hàhnids (Hahniidae). Fou descrita per primera vegada l'any 1894 per Thorell.

## Taxonomia
Segons el World Spider Catalog versió 17.0, 12 de juny de 2016, existeixen les següents espècies:
- Alistra annulata Zhang, Li & Zheng, 2011
- Alistra astrolomae (Hickman, 1948)
- Alistra berlandi (Marples, 1955)
- Alistra centralis (Forster, 1970)
- Alistra hamata Zhang, Li & Pham, 2013
- Alistra hippocampa Zhang, Li & Zheng, 2011
- Alistra inanga (Forster, 1970)
- Alistra longicauda Thorell, 1894
- Alistra mangareia (Forster, 1970)
- Alistra mendanai Brignoli, 1986
- Alistra myops (Simon, 1898)
- Alistra napua (Forster, 1970)
- Alistra opina (Forster, 1970)
- Alistra personata Ledoux, 2004
- Alistra pusilla (Rainbow, 1920)
- Alistra radleyi (Simon, 1898)
- Alistra reinga (Forster, 1970)
- Alistra stenura (Simon, 1898)
- Alistra sulawesensis Bosmans, 1992
- Alistra taprobanica (Simon, 1898)
- Alistra tuna (Forster, 1970)